# American Cocker Spaniel

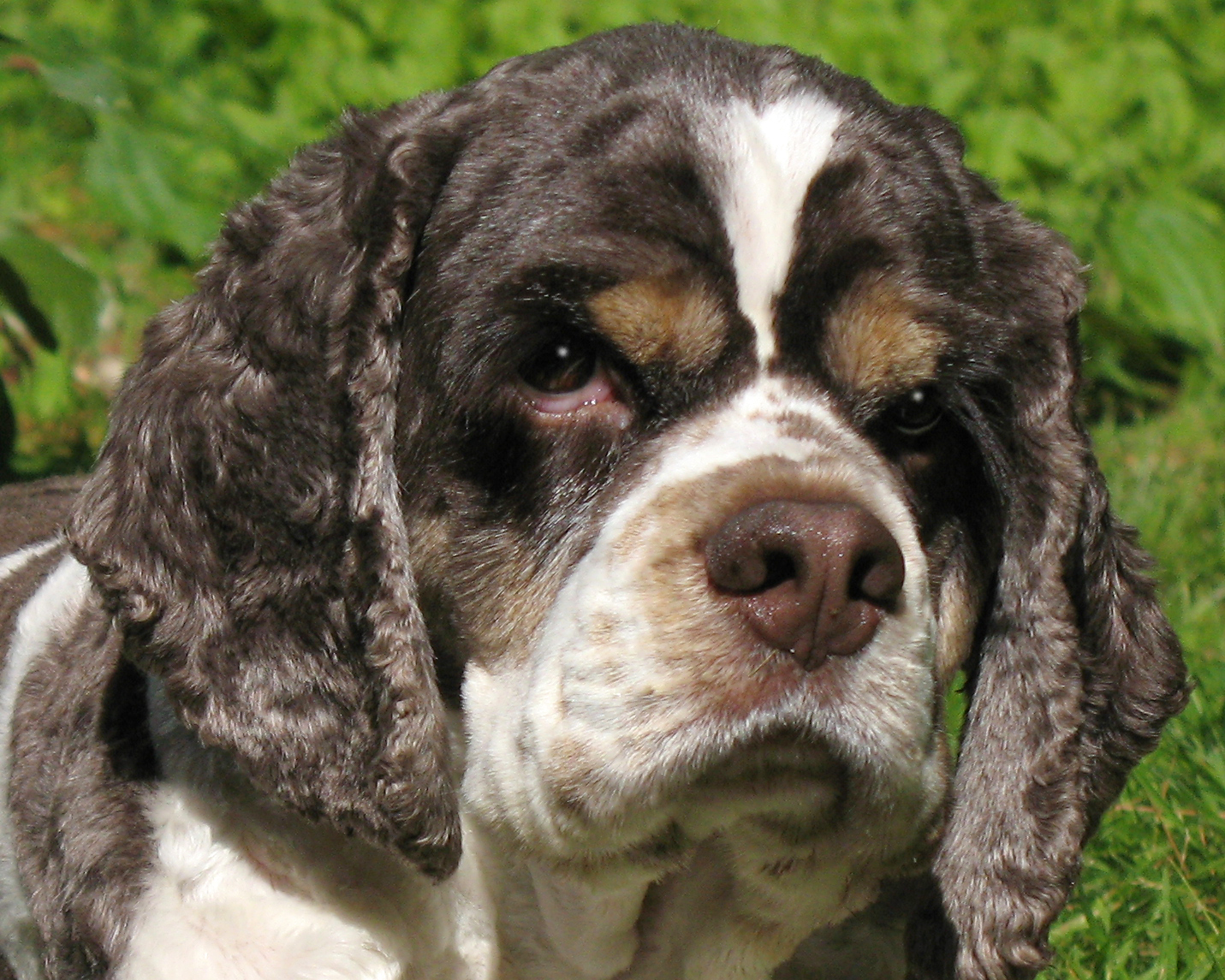

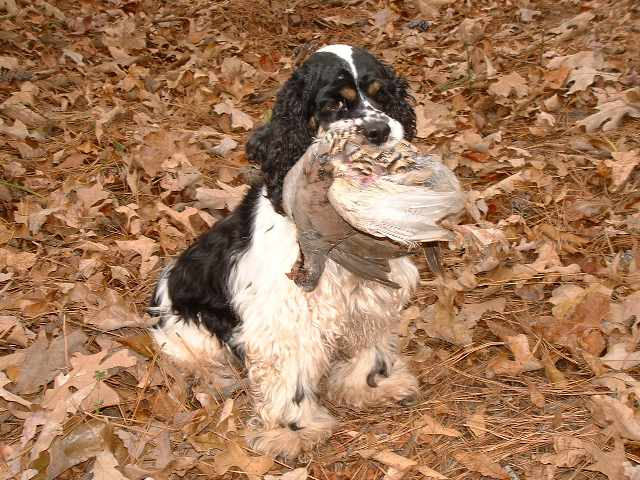

American Cocker Spaniel còn gọi là chó cocker Mỹ là một giống chó săn có nguồn gốc từ Mỹ, chúng được phát triển từ dòng chó Cocker Spaniel. Nguyên thủy là giống chó cộc, tai cụp Anh (English Cocker Spaniel) được nhập vào Hoa Kỳ, nhưng đến thập niên 1940, chúng được xếp loại thành một giống chó Mỹ riêng biệt. Giống American Cocker Spaniel được nuôi thành một giống chó săn, tham gia những cuộc săn nhỏ như săn chim cút chẳng hạn, tuy chẳng sao bì được với đồng loại của chúng taị Anh quốc luôn được tham dự những cuộc săn lớn hơn nhiều.
Vào những năm 1870, chó Cocker Spaniel được nhập khẩu vào Mỹ. Chú chó Cocker màu trắng – cam, được đặt tên là Captain, là Cocker đầu tiên được đăng ký với AKC (Hiệp hội chó Hoa Kỳ). Đến năm 1881, nhiều trại chó lâu đời nhất ở Mỹ bắt đầu nhập khẩu chó Cocker Spaniel thuần chủng từ Anh để nhân giống, bắt đầu thời kỳ bùng nổ số lượng của chó Cocker ở Hoa Kỳ. Cocker nhanh chóng phổ biến, những nhà nhân giống đã cố gắng tìm cách lai tạo để Cocker trở nên nhỏ hơn, đáng yêu hơn, thích hợp với các không gian nhỏ và nơi đông người.

## Đặc điểm
Chó Cocker (Mỹ) có chiều cao phổ biến từ 34 – 39 cm, và nặng từ 10 – 14 kg. Chúng có một cái đầu nhỏ, mõm và hàm ngắn nhưng rất khỏe. Mũi cocker rất lớn và cực kỳ nhạy mùi, đặc điểm giúp chúng trở thành giống chó săn thượng hạng. Tai Cocker rất dài, lông dày và thường buông thõng xuống 2 bên má. Chúng có ngực nở, bụng thắt, các chân rất khỏe và cơ bắp phát triển, tuy nhiên khó nhận biết vì thường bị lông dày che phủ. Lưng Cocker Mỹ thằng và dài, chóp vai cao hơn hông khi đứng thẳng. Mặc dù có tầm vóc nhỏ bé, với chiều cao 38 cm, dài (30–45 cm), trọng lượng từ 10,9 - 12,7 kg nhưng nó như không đơn thuần là một con chó kiểng bình thường, nó đi săn rất giỏi. Chủ nhân nên cho nó luyện tập đầy đủ.
Chúng có nhiều sắc lông khác nhau với nhiều chủng loại màu. Có con bộ lông tuyền một màu đen, màu Sô -cô - la hoặc đỏ, có con pha trộn đến ba sắc lông hoặc nhiều hơn nữa. Cũng có trường hợp chó có bộ lông đồng nhất, nhưng lại có một vài vết trắng ở ngực và cổ, điều này làm hỏng mất bộ lông của nó. Lông chó Cocker rất dày và có thể tạo được nhiều style rất độc và lạ, đây là đặc điểm quyến rũ nhất của giống chó này. Lông chúng thường xoăn tự nhiên ở tai, cổ và các chân, trong khi phần lông ngực, bụng, đùi và lưng thường dài, mượt thẳng và buông thõng như tấm rèm rất độc đáo. Lông chó Cocker có thể có rất nhiều màu, có thể là đen, socola, nâu nhạt, vàng, kem, cam, trắng hoặc mix giữa đen nâu, đen trắng, vàng trắng, vàng cam
Bộ lông của con Aamerican Cocker cũng khác biệt với con English Cocker, vì nó nhiều và rậm hơn. Do dó, chúng cấn được chăm sóc kỹ hơn, cần phải xén tỉa hai tháng một lần. Đặc biệt đôi tai của giống chó này, cấn phải xem xét, săn sóc thường xuyên, để tránh tối đa những sự rủi ro bị nhiễm bệnh ở tai, do tai chúng quá dài và kín. Phần trên của lỗ tai trong, có thể lau bằng bông gòn tẩm nước, nhưng không nên thọc sâu vào lỗ tai của chúng. Nếu chó hay gãi vào tai nó làm trầy xước thì nên nhờ bác sĩ thu y xem xét kỹ lưỡng lỗ tai và cho thuốc điều trị thích hợp. 

## Tập tính
Giống chó American Cocker Spanniel là giống dễ huấn luyện, và là một con vật hết sức thân thiện với chủ. Cocker hiện đại được biết đến là giống chó rất nhạy cảm, chúng không chịu được các điều kiện huấn luyện hà khắc hay việc tập luyện thể chất cường độ cao. Dù tổ tiên chúng là giống chó săn có thể lực và tinh thần cực tốt, tuy nhiên giống Cocker Mỹ đã được lai tạo theo hướng thẩm mỹ để tham gia vào các dog show và phổ biến ra công chúng. Chúng rất tình cảm, thích được nâng niu và gần chủ. Chúng thường tỏ ra sợ hãi, nằm gọn một chỗ và gầm gừ khi bị quát mắng. Do tính cách nhu mì nên việc huấn luyện chó cocker phải làm từ nhỏ, cần nhẹ nhàng và kiên nhẫn với giống chó này để chúng không rơi vào tình trạng tự kỷ. Khi đã hòa nhập với gia đình, chúng sẽ rất thân thiện và gần gũi với mọi người. Chúng rất thích được chủ ôm ấp, vuốt ve và được khen ngợi, xoa đầu khi hoàn thành nhiệm vụ nào đó, lời khen và phần thưởng xứng đáng sẽ giúp chúng hòa nhập tốt và gắn kết hơn với chủ. Tránh nuôi chó Cocker cùng với các giống chó đanh đá và hung dữ khác.